# За всё в ответе (фильм, 1972)
«За всё в ответе» — советский художественный фильм, снятый режиссёром Георгием Натансоном на киностудии «Мосфильм» в 1972 году.
Экранизация пьесы Виктора Розова «Традиционный сбор».
Премьера фильма состоялась 15 января 1973 года.

## Сюжет
Москва. Спустя 30 лет после окончания школы герои фильма собираются на традиционную встречу выпускников предвоенного 1941 года. Они вспоминают, как собирались на этот вечер — уже встретившись, поговорив, выяснив, кто как жил эти годы.
При встрече им приходится задуматься, кем ты стал или что ты за человек, как они прожили этот отрезок времени, исполнились ли их мечты, можно ли что-нибудь исправить.

## В ролях
- Ольга Яковлева — Агния Шабина, журналист, публицист
- Герман Журавлёв — Сергей Усов
- Александр Лазарев — Александр Машков, физик
- Вера Васильева — Лидия Степановна Белова, работница сберкассы в Якутии
- Юрий Мажуга — Максим Петров, работник автозаправки
- Всеволод Кузнецов — Павел Козин, заведующий торговой базой
- Нина Дорошина — Ольга Носова, мастер ткацкой фабрики
- Никита Подгорный — Илья Дмитриевич Тараканов, член-корреспондент Академии педагогических наук
- Инна Кондратьева — Зоя Перевалова, заслуженная артистка; в девичестве — Коржикова
- Виктор Барков — Евгений Пухов, учитель
- Галина Попова — Валя Пухова, врач
- Валентина Сперантова — Елизавета Фёдоровна Орлова, заслуженная учительница республики
- Алексей Грибов — Василий Николаевич
- Михаил Яншин — Михаил Иванович
- Олег Ефремов — Олег Петрович Голованченко, начальник цеха ткацкой фабрики
- Алексей Кузнецов — водитель на автозаправке
- Геннадий Юхтин — Алексей Васильевич Копылов, геолог в Якутии
- Борис Кордунов — Евдокимов, генерал-лейтенант
- Олег Видов — ведущий вечера выпускников
- Александр Воеводин — Пухов-младший
- Светлана Моргунова — Светлана Михайловна, телеведущая

## Съёмочная группа
- Режиссёр-постановщик — Георгий Натансон
- Сценарист — Виктор Розов
- Главный оператор — Валерий Владимиров
- Художник-постановщик — Пётр Киселёв
- Композитор — Моисей Вайнберг